# Trinidad and Tobago Stock Exchange
Die Trinidad and Tobago Stock Exchange (TTSE) ist die einzige Wertpapierbörse der Republik Trinidad und Tobago und gemessen an der Marktkapitalisierung die größte Börse in der Karibikregion. Sie befindet sich in der Hauptstadt des Landes, Port of Spain. Als Mitgliedsstaat der CARICOM sind mehrere Unternehmen aus Barbados, Jamaika, St. Vincent und den Grenadinen sowie der Eastern Caribbean Securities Exchange auch an der Börse von Trinidad und Tobago notiert. Der eindeutige, aus vier alphanumerischen Zeichen bestehende Market Identifier Code (MIC), der zur Identifizierung des TTSE gemäß ISO 10383 verwendet wird, ist XTRN. Eva Mitchell ist derzeit CEO.

## Geschichte
Der Wertpapiermarkt, der in Trinidad und Tobago bereits seit über zwanzig Jahren informell existierte, bevor die Börse von Trinidad und Tobago eröffnet wurde, erlangte erst zu Beginn der 1970er Jahre wirkliche Bedeutung, als die Regierung aus politischen Gründen beschloss, die in ausländischem Besitz befindlichen Geschäftsbanken und den verarbeitenden Sektor der Wirtschaft zu lokalisieren. Der Kern der Politik bestand darin, diese Unternehmen dazu zu bewegen, ihre Anteile zu veräußern und die Mehrheit ihrer Aktien an Inländer zu verkaufen.
Die Gründung der Börse gemäß den Bestimmungen des Securities Industry Act 1981 war eine natürliche Erweiterung der Politik zur Formalisierung des Wertpapiermarktes in Trinidad und Tobago. Dieses Gesetz wurde am 23. Oktober 1981 verkündet und die Börse wurde am 26. Oktober 1981 unter der Schirmherrschaft des Finanzministeriums offiziell eröffnet.
An der TTSE kam es im letzten Jahrzehnt zu einem gewissen Rückgang sowohl der Aktivität als auch der Notierungen. Dieser ist auf eine Gesetzgebung zurückzuführen, die es Instituten untersagt, mehr als 10 % ihres Portfolios in Aktien eines einzelnen Unternehmens zu halten. Auch die globale Rezession (2007–2010) hat zu einer gedrückten Liquidität, niedrigen Notierungen und schlechteren Preisen an der TTSE beigetragen. Dieser Trend wurde noch verstärkt durch die Konjunkturabschwächung in Trinidad und Tobago, die auf die niedrigen Rohstoffpreise (Öl und Gas) ab 2014 zurückzuführen war. Trotzdem kam es zu einer Reihe von Börsengängen großer Unternehmen, darunter die der First Citizen’s Bank und der Trinidad and Tobago Natural Gas Company Limited.

## Indizes
An der TTSE gibt es zwei Indizes:  den Composite Index und den All T&T Index.